# 东铁匠营街道
东铁匠营街道，是中华人民共和国北京市丰台區下辖的一个乡镇级行政单位。2021年，因新设成寿寺街道和石榴庄街道，东铁匠营街道辖区范围缩小。

## 行政区划
东铁匠营街道下辖以下地区：
蒲黄榆第一社区、蒲黄榆第二社区、蒲黄榆第三社区、蒲安里第一社区、蒲安里第二社区、刘家窑第一社区、刘家窑第二社区、刘家窑第三社区、木樨园第一社区、木樨园第二社区、同仁园社区、横七条路第一社区、横七条路第二社区、横七条路第三社区、宋庄路第一社区、宋庄路第二社区、南方庄社区、宋庄路第三社区、东木樨园社区、定安东里社区、贾家花园社区、嘉顺园社区和东铁匠营村。